# Ласло Чатарі
Ласло Чатарі (угор. Csatáry László, 4 березня 1915 — 10 серпня 2013, Будапешт, Угорщина) — найбільш розшукуваний угорський нацистський злочинець у 1997—2012. Його звинувачували в організації облав на євреїв під час Другої світової війни і депортації останніх у концтабір смерті Освенцім.
В 1941—1945 він був поліцейським у словацькому місті Кошиці, яке тоді перебувало у складі Угорщини.
У 1948 році суд у Чехословаччині заочно засудив Чатарі до смертної кари.
В 1949 Ласло втік до Канади, де представився громадянином Югославії. Проживав у Монреалі, отримав канадське громадянство у 1955.

## Історія затримання
Центр Симона Візенталя вважав Ласло Чатарі одним з найбільш розшукуваних підозрюваних у нацистських злочинах з 1997. В тому ж році влада Канади позбавила його громадянства, після чого він зник і, як пізніше з'ясувалося, втік до Угорщини.
Працівники центру відшукали підозрюваного у Будапешті і їм було відомо його місце перебування ще з вересня 2011. На неодноразові звертання Центру Симона Візенталя до угорської влади остання не реагувала. На початку липня 2012 працівники центру запросили репортерів британської газети The Sun. Стаття про те, що найбільш розшукуваний нацист проживає у Будапешті набула розголосу і влада Угорщини погодилася вивчити докази провини Чатарі.
В середині липня 2012 Ласло був затриманий в Будапешті угорськими правоохоронцями. На час затримання у Чатарі для свого віку був хороший стан здоров'я.

## Обвинувачення
За переказами, Чатарі в 1941–1944 роках влаштовував жорстокі облави на єврейські родини. Припускають, він міг бути причетним до депортації близько 300 євреїв із м. Кошиці до українського міста Кам'янець-Подільський, де майже всі їх убили влітку 1941 року.
У 1944 році Чатарі організував депортацію з підконтрольної йому території близько 15 700 євреїв, яких на потязі з Кошиць відправив до концтабору Освенцим-Берканау в окупованій німцями Польщі. Концтабір відомий як «фабрика смерті».

## Судовий процес
Після затримання Ласло рік перебував під домашнім арештом.
Серед інших обвинувачень судові було представлено свідчення 17 свідків, які стверджували, що колишній офіцер угорської королівської жандармерії Ласло Чатарі люто катував в’язнів двох об’єднаних єврейських гетто в Кошицях, які у 1944 році перетворили на табір для інтернованих осіб.
За свідченнями Адама Ґеллерта, за сприянням коменданта м. Кошиці Ласла Чатарі в нацистський концтабір Освенцім було депортовано 11839 осіб. Інші джерела вказують на кількість жертв у 15700 осіб.
Свою причетність до нацистських злочинів Чатарі заперечував.
У червні 2013 Будапештський столичний суд припинив судовий процес над 98-річним Ласлом Чатарі, оскільки, за формулюванням суддів, він вже був засуджений на довічне ув’язнення чехословацьким судом у 1948. Втім, будапештська прокуратура не виключала порушення нової судової справи, якщо матиме достатньо доказів.
Нове судове засідання мало відбутися у вересні 2013, але 10 серпня Ласло помер в одній із лікарень Будапешта від пневмонії.

## Виноски
1. 1 2 3  В Венгрии скончался 98-летний предполагаемый нацистский преступник [Архівовано 15 серпня 2013 у Wayback Machine.] // «LB.ua», 12 августа 2013
2. 1 2 3 4  В Угорщині затримали 97-річного підозрюваного у злочинах часів нацизму // Українська служба Бі-Бі-Сі, 18 липня 2012
3. ↑  Ласло Чотарі заарештували у Будапешті [Архівовано 11 червня 2015 у Wayback Machine.] euronews, 18/07/2012
4. 1 2 3 4 5  Самый разыскиваемый нацистский преступник в мире арестован в Будапеште [Архівовано 20 липня 2012 у Wayback Machine.] // «Русская служба RFI», Франция 18/07/2012
5. ↑  Vienneau, David (1 листопада 1996). Ottawa launches court bid to deport 2 new alleged Nazis. Toronto Star. Архів оригіналу за 11 січня 2013. Процитовано 5 травня 2012.
6. ↑  Macivor, Carol (9 жовтня 1997). Hungary: Alleged Nazi Collaborator Leaves Canada. Radio Free Europe/Radio Liberty. Архів оригіналу за 20 липня 2012. Процитовано 5 травня 2012.
7. 1 2 3 4 5 6  Угорська Феміда не визнала Чатарі воєнним злочинцем [Архівовано 13 липня 2013 у Wayback Machine.] // "Радіо Свобода", 12 серпня 2013, Київ